# Eleocharis dulcis
La castagna d'acqua cinese (Eleocharis dulcis (Burm.f.) Trin. ex Hensch.) è una pianta semi-acquatica presente in Asia, in Australia, nell'Africa tropicale e in numerose isole dell'Oceano Indiano e del Pacifico. La pianta è coltivata da secoli in Cina per i suoi bulbi commestibili dal sapore dolce.

## Descrizione

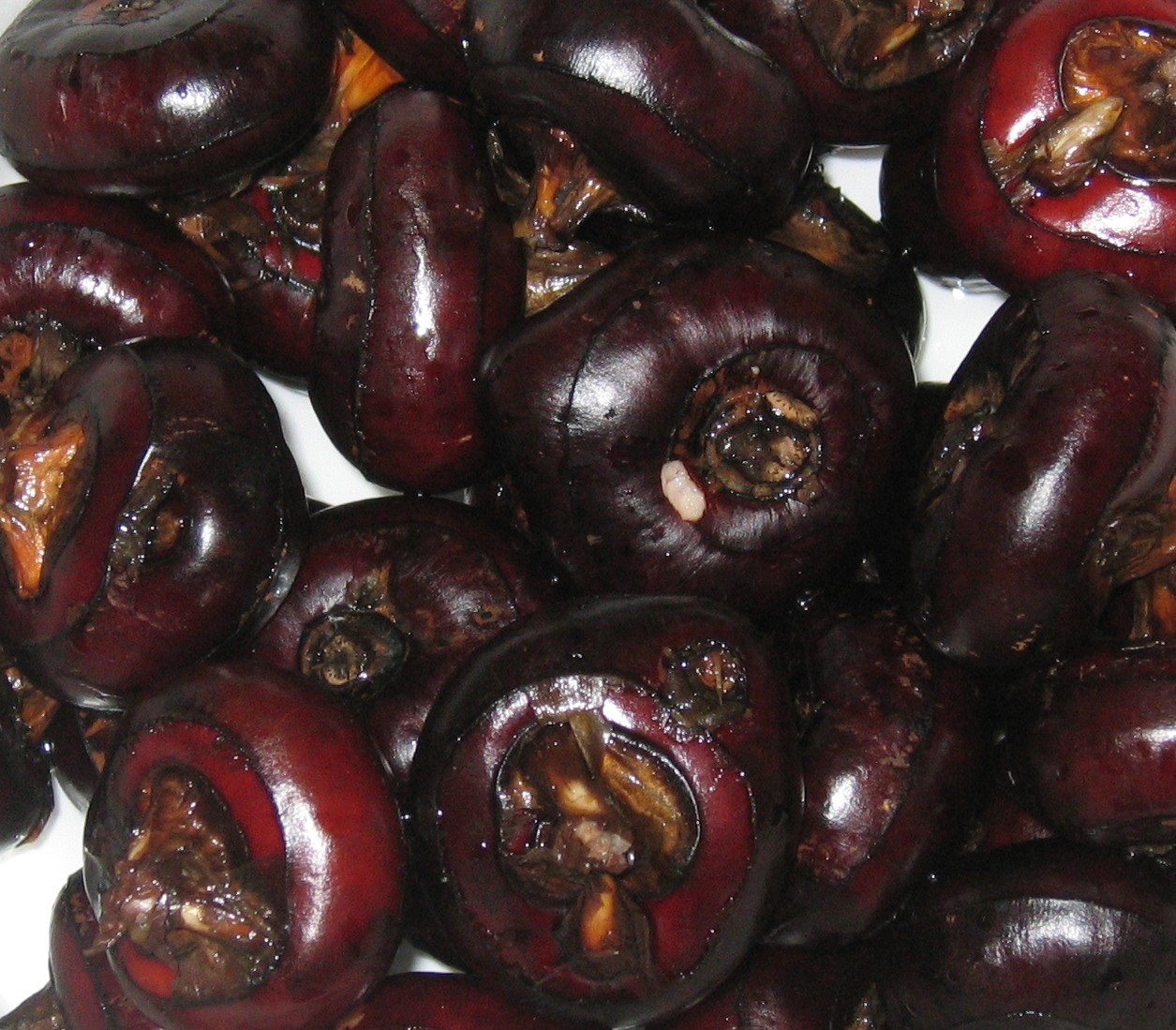
Bulbi di E. dulcis

La castagna d'acqua cinese è una pianta perenne che raggiunge un'altezza compresa tra i 40 e i 135 cm; occasionalmente, nella zona del Dieng Plateau (sull'isola di Giava), sono stati osservati anche esemplari alti 2 m. Vive in zone umide, sia d'acqua dolce che d'acqua salmastra, nelle paludi d'acqua dolce, negli stagni e ai margini delle foreste di mangrovia; a volte infesta anche i campi di riso.
Dal corto rizoma si propagano lunghi stoloni, che culminano spesso in tuberi lunghi fino a 4 cm, di forma rotonda, commestibili. Gli steli sono cilindrici, cavi, di colore variabile tra il grigio e il verde lucido, e privi di foglie; queste ultime formano in pratica una guaina di colore violaceo alla base degli steli. Le infiorescenze formano una singola spighetta all'apice dello stelo di colore bruno, lunga dai 15 ai 60 mm e larga dai 3 ai 6 mm.
Le castagne d'acqua cinesi sono il cibo preferito di alcune specie di uccelli, quali ad esempio la gru brolga (Grus rubiconda) e l'oca gazza (Anseranas semipalmata), che scavano nel fango per cibarsi dei tuberi.

## Usi
Pur crescendo spontanea in diverse zone tropicali della Terra, Eleocharis dulcis è stata domesticata solo in Cina e in Vietnam, dove sono state selezionate varietà capaci di sviluppare tuberi più grandi e più dolci rispetto alle piante selvatiche. I bulbi vengono piantati in primavera e raccolti in autunno; il loro immagazzinamento in un luogo fresco può permettere di conservarli per qualche mese.
In Cina ne esistono due grandi varietà, una coltivata per produrre tuberi da mangiare freschi o cucinati e l'altra usata per estrarre amido. Una volta sbucciati, i primi sono mangiati crudi principalmente in inverno e in primavera; tagliati o triturati sono un ingrediente importante per alcuni piatti della cucina regionale di Guangdong. La farina ricavata dalla macinazione può essere usata per budini, frittelle o dolci, tra i quali uno molto popolare chiamato ma-t'ai-ko. La consumazione di tuberi crudi può tuttavia trasmettere all'uomo un parassita dell'intestino, il Fasciolopsis buski, responsabile della fasciolopsiasi umana.
I tuberi di Eleocharis dulcis vengono anche consumati dopo essere stati cucinati al vapore o bolliti. L'amido, estratto dall'altra varietà coltivata, è usato come agente addensante oppure nelle fritture. 
Nelle isole del Pacifico, pur non essendo usata tradizionalmente come fonte di cibo, Eleocharis dulcis rivestiva una notevole importanza presso le popolazioni indigene: gli steli di tale pianta, infatti, venivano essiccati ed appiattiti per essere poi tessuti. In tal modo si producevano stuoie, culle per neonati e coperte; a Tonga erano impiegati per tessere il ta' ovala, l'abito formale tradizionale indigeno. Presso alcuni popoli indigeni della Nuova Guinea gli steli erano usati per confezionare i gonnellini usati dalle donne.

## Tassonomia
Eleocharis dulcis è stata identificata per la prima volta in una collezione proveniente dall'India e chiamata Andropogon dulce da Nicolaas Laurens Burman nel 1768. Nel 1833 Carl Bernhard von Trinius spostò la specie nel genere Eleocharis.
Sinonimi: 
- E. equisetina
- E. indica
- E. plantaginea
- E. plantaginoides
- E. tuberosa
- E. tumida